# Oesterreichische Arbeiter-Zeitung
Die Oesterreichische Arbeiter-Zeitung war eine österreichische christlich-soziale Wochenzeitung. Sie diente von 1934 bis 1938 als „Zentralorgan der christlichen Arbeiter- und Angestelltenbewegung“.

## Geschichte
Bereits im November 1895 hatte Leopold Kunschak in Wien die christlich-soziale Arbeiterzeitung Freiheit! gegründet, die seit 9. April 1900 unter dem neuen Titel Christlich-sociale Arbeiter-Zeitung erschien. Nach 38 Jahren Tätigkeit als Herausgeber und Redakteur verließ Kunschak sein von der ersten Ausgabe an geführtes Blatt. In der ersten Ausgabe der Oesterreichische Arbeiter-Zeitung vom 31. März 1934 schrieb Kunschak in dem als „Abschied“ abgedruckten Artikel, er wolle für die jüngere Generation Platz machen.
Die letzte Ausgabe der Oesterreichischen Arbeiter-Zeitung erschien am 12. März 1938, einen Tag vor dem „Anschluss“ Österreichs an Nazideutschland.